# ميوكو كاناي
ميوكو كاناي (باليابانية: 金井美恵子) (3 نوفمبر 1947، تاكاساكي في اليابان)؛ كاتِبة، ناقدة سينمائية، شاعرة وروائية يابانية.